# Андре Грей
Андре Ентоні Грей (англ. Andre Anthony Gray; нар. 26 червня 1991, Вулвергемптон) — англійський і ямайський футболіст, нападник саудівського клубу «Ер-Ріяд» та збірної Ямайки.

## Клубна кар'єра

### Ранні роки
Грей почав грати у футбольній академії клубу «Вулвергемптон Вондерерз», але у віці 13 років був відпущений клубом. Після цього він став гравцем футбольної академії клубу «Шрусбері Таун». 2009 року Андре підписав свій перший професійний контракт з клубом, але основним гравцем не був, тому здавався в оренду до команд «Телфорд Юнайтед» та «Гінклі Юнайтед». У травні 2010 року Грей був відпущений клубом як вільний агент, провівши за «Шрусбері» лише 5 матчів в основному складі.
У червні 2010 року Грей повернувся до клубу Північної конференції «Гінклі Юнайтед». Свій перший гол за новий клуб він забив 4 вересня у матчі проти «Гаррогейт Тауна». Грей виступав за «Гінклі Юнайтед» два сезони, зігравши за цей час у 85 матчах та забивши 37 голів.

### «Лутон Таун»

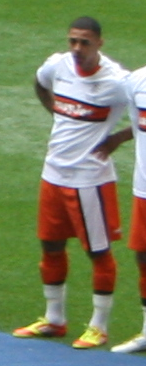
Андре Грей під час виступів за «Лутон Таун». 2012 рік.

22 березня 2012 року Андре Грей перейшов у клуб «Лутон Таун» на правах оренди до кінця сезону з опцією постійного переходу. Він забив у своєму дебютному матчі проти «Грімсбі Тауна» 24 березня, після чого забивав у наступних трьох матчах. Таким чином Грей став першим і єдиним гравцем в історії клубу, який забивав у чотирьох дебютних матчах за клуб. Свій п'ятий гол у сезоні він забив у ворота чемпіонів «Флітвуд Тауна» в останньому матчі сезону. Після перемоги в цьому матчі «Лутон» посів п'яте місце і вийшов у плей-оф за вихід до Другої Футбольної ліги. На стадії плей-оф Грей забив 2 м'ячі, у тому числі гол у фіналі проти «Йорк Сіті», проте «Лутон Таун» програв фінал з рахунком 1:2 і не підвищився у класі.
Наступного дня після фіналу плей-оф Грей підписав дворічний контракт із «Лутон Таун», перейшовши до нього на постійній основі. 1 вересня 2012 року він забив свій перший гол у сезоні в матчі проти «Маклсфілд Тауна». 1 грудня 2012 року Грей допоміг своїй команді вийти в третій раунд Кубка Англії, забивши один із голів у матчі проти «Дорчестер Тауна». 14 січня 2013 року, після серії з десяти матчів, у яких він забив вісім голів, Грей підписав новий контракт із клубом до червня 2015 року. Загалом у сезоні 2012/13 Грей забив 20 м'ячів у 54 матчах.
У сезоні 2013/14 Грей став найкращим бомбардиром Національної конференції, забивши 30 м'ячів у 44 матчах, чим допоміг «Лутону» стати чемпіоном Національної конференції та повернутися до Футбольної ліги. Клуб визнав його найкращим молодим гравцем сезону, також він отримав «золотий бутс» Прем'єр-дивізіону Конференції та місце у «команді сезону».
У червні 2014 року Грей залишив «Лутон Таун», зігравши за клуб 111 матчів та забивши 57 голів.

### «Брентфорд»
27 червня 2014 року Грей перейшов до «Брентфорда» з Чемпіоншипу, підписавши з клубом трирічний контракт. Дебют Грея за новий клуб і водночас його дебют у Футбольній лізі відбувся 9 серпня 2014 року в матчі проти «Чарльтон Атлетіка». Свій перший гол за клуб він забив у наступному матчі, в якому «Брентфорд» зіграв проти «Дагенем енд Редбріджа» у Кубку Футбольної ліги 13 серпня; гра завершилася внічию з незвичним рахунком рахунком 6:6, а в серії пенальті перемогла команді Андре 4:2. 30 серпня Грей забив свій перший гол у лізі у грі проти «Ротерем Юнайтед». У сезоні 2014/15 Андре забив 18 голів у 50 матчах (включаючи 16 голів у Чемпіоншипі), чим допоміг «Брентфорду» посісти 5-е місце та вийти у плей-оф (у півфіналі якого команда програла «Мідлсбро»).

### «Бернлі»

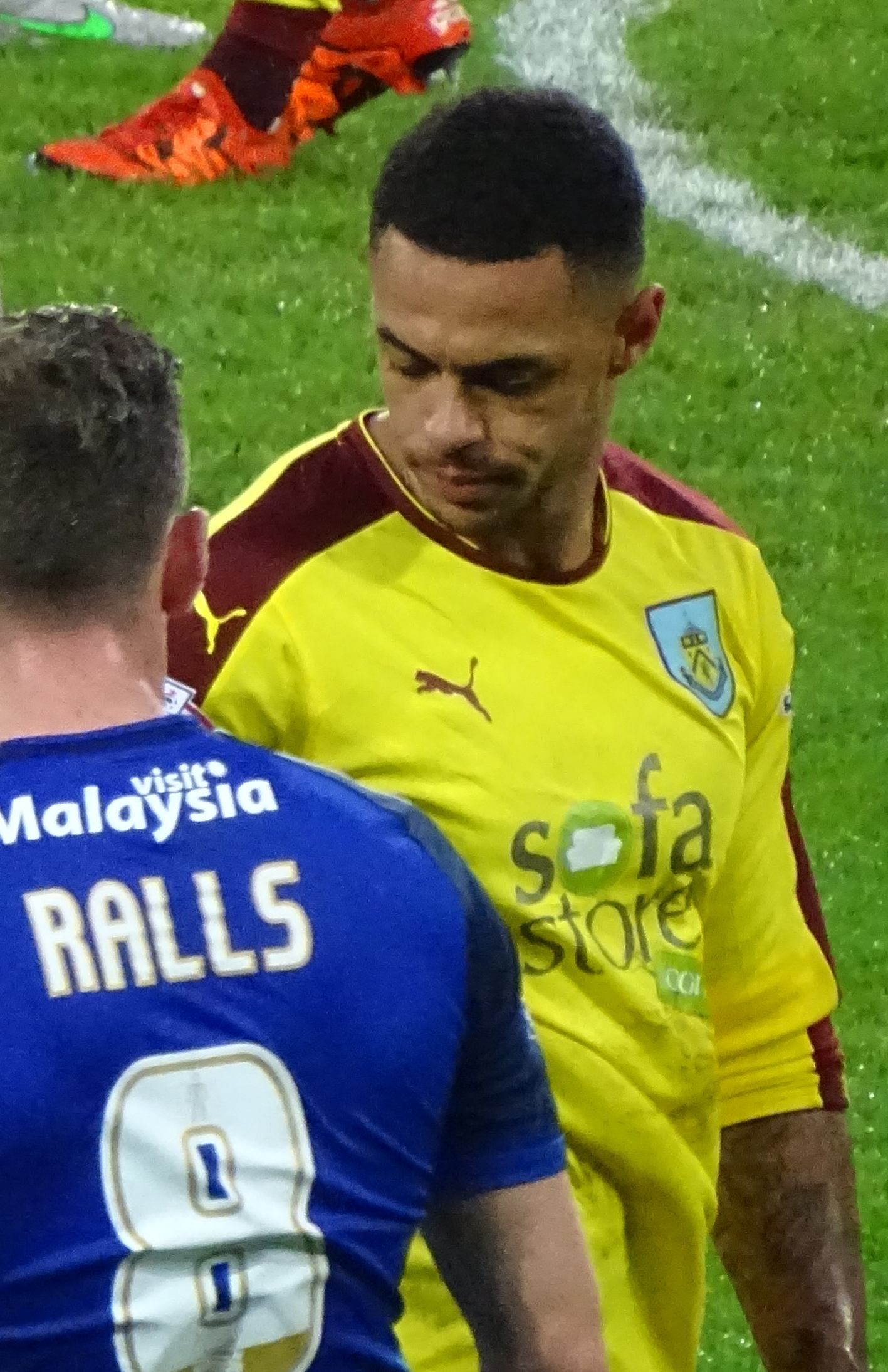
Андре Грей під час виступів за «Бернлі». 2015 рік.

Сезон 2015/16 Грей розпочав у «Бренфорді», забивши 2 голи у двох перших матчах сезону, але 21 серпня 2015 року він перейшов до «Бернлі», підписавши з клубом трирічний контракт. Його трансфер став рекордним для «Бернлі», склавши, за деякими даними, 9 млн фунтів.
29 серпня 2015 року Грей дебютував за «Бернлі» у матчі проти «Брістоль Сіті». Через два тижні він забив свій перший гол за клуб у грі проти « Шеффілд Венсдей». 28 грудня 2015 року Грей зробив хет-трик у матчі з «Брістоль Сіті». За підсумками сезону 2015/16 «Бернлі» виграв Чемпіоншип, а Грей став найкращим бомбардиром турніру з 25 забитими м'ячами. Крім того, він був названий найкращим гравцем Чемпіоншипу.
13 серпня 2016 року Грей дебютував у Прем'єр-лізі в матчі проти « Суонсі Сіті» (0:1). Через тиждень він забив свій перший гол у Прем'єр-лізі в матчі проти «Ліверпуля» (2:0). 31 грудня 2016 року Грей зробив свій перший хет-трик у Прем'єр-лізі під час перемоги над «Сандерлендом» (4:1) і став першим гравцем «Бернлі», який зробив хет-трик у Прем'єр-лізі, і першим гравцем «Бернлі», який забив хет-трик у вищому дивізіоні після Пітера Нобла, який відзначався подібним в 1975 році. Грей за підсумками сезону 2016/17 зіграв 36 матчів і забив 10 голів, допомігши «Бернлі» фінішувати 16-м у Прем'єр-лізі та зберегти прописку в еліті.

### «Вотфорд»
9 серпня 2017 року Грей перейшов до «Вотфорда», підписавши з клубом п'ятирічний контракт. Сума трансферу склала, за деякими даними, 18,5 млн фунтів. Він дебютував за «Вотфорд» через три дні, вийшовши на заміну на 63-й хвилині замість Стефано Окаки в домашній грі з «Ліверпулем» (3:3)  і забив свій перший гол 23 вересня в переможному матчі проти «Суонсі Сіті» (2:1). Грей завершив свій перший сезон із п'ятьма голами в 33 матчах, а у другому провів 34 матчі та забив 9 голів.
Сезон 2019/20 виявився невдалим як для гравця, так і для клубу — нападник забив лише два голи у чемпіонаті, а клуб посів передостаннє місце і вилетів до Чемпіоншипу. Там Грей наступного року забив 5 голів у 30 іграх і допоміг команді посісти друге місце та повернутись в еліту.
31 серпня 2021 року Грей приєднався до клубу Чемпіоншипу «Квінз Парк Рейнджерс» на правах сезонної оренди. 11 вересня 2021 року він забив у своєму дебюті за КПР у матчі з «Редінгом», який завершився внічию (3:3). Всього за сезон він забив 10 голів у 30 іграх в усіх турнірах, після чого повернувся у «Вотфорд», який звільнив Грея в кінці сезону 2021/22 років.

### «Аріс» (Салоніки)
3 липня 2022 року Грей вперше в своїй кар'єрі переїхав за кордон, підписавши чотирирічний контракт з клубом грецької Суперліги «Аріс» (Салоніки).

## Кар'єра у збірній
У червні 2012 року Грей був викликаний до третьої збірної Англії на матч проти молодіжної збірної Росії. Грей зіграв у цьому матчі, в якому росіяни розгромили третю збірну Англії з рахунком 4:0. 12 вересня 2012 року Грей забив гол у ворота молодіжної збірної Бельгії, завдяки чому третя збірна Англії здобула перемогу з рахунком 2:1. Усього Грей зіграв за третю збірну Англії 6 матчів і забив 2 м'ячі. Після переходу Грея до клубу Футбольної ліги у червні 2014 року він більше не міг виступати за третю збірну Англії.
У березні 2021 року Грей був одним із шести уродженців Англії, які отримали свій перший виклик до національної збірної Ямайки через своє походження. 25 березня 2021 року він дебютував за збірну в грі проти Сполучених Штатів. 7 червня 2021 року він забив свій перший гол у товариському матчі проти Сербії (1:1).

## Особисте життя
Чотирьохдюймовий шрам на лівій щоці Грея був отриманий після удару ножем у Вулвергемптоні під час сутички між міськими бандами. У травні 2015 року він розповів, що під час інциденту почав виходити з бандитського способу життя.
У травні 2016 року Грей почав зустрічатися з Лі-Енн Піннок з британської жіночої групи Little Mix. 28 травня 2020 року він зробив їй пропозицію, і пара одружилася 3 червня 2023 року на Ямайці. 16 серпня 2021 року у пари народилися близнюки.
Вболівальник лондонського «Арсеналу».
23 серпня 2016 року Футбольна асоціація Англії звинуватила Грею у зв'язку з його гомофобськими висловлюваннями в твіттері, датованими 2012 роком.

## Досягнення

### Командні
Лутон Таун
- Переможець Національної конференції : 2013/14

Бернлі
- Переможець Чемпіоншипу: 2015/16

### Особисті досягнення
- Найкращий бомбардир Чемпіоншипу: 2015/16
- Найкращий гравець Чемпіоншипу: 2015/16
- Гравець місяця Чемпіоншипу: листопад 2014
- Член «команди тижня» Футбольної ліги: 3—9 листопада 2014
- Найкращий бомбардир Прем'єр-дивізіону Конференції: 2013/14
- Член «команди сезону» Прем'єр-дивізіону Конференції: 2013/14
- Молодий гравець сезону в «Лутон Таун»: 2013/14
- Гравець місяця Прем'єр-дивізіону Конференції: лютий 2014
- Найкращий гравець раунду Кубка Англії: четвертий кваліфікаційний раунд 2012/13